# یواس‌اس ناتیلوس (۱۸۳۸)
یواس‌اس ناتیلوس (۱۸۳۸) (به انگلیسی: USS Nautilus (1838)) یک کشتی بود که طول آن ۷۶ فوت (۲۳ متر) بود. این کشتی در سال ۱۸۳۸ ساخته شد.